# Храм Гери (Керкіра)
Храм Гери або Герайон - древній храм на острові Керкіра (Корфу), Греція, побудований близько 610 року до нашої ери в стародавньому місті Коркіра (або Корцира), що відоме сьогодні під назвою Палеополіс, і розташоване в межах маєтку Мон-Репос. Святилище Гери в Мон-Репосі вважається головним храмом і одним з найранніших зразків древньої грецької архітектури. 

## Розташування
Храм Гери розташований у західній частині Мон-Репос, на північному заході від храму Кардакі та приблизно 700 м на південний схід від храму Артеміди. Храм Гери був побудований на вершині пагорба Аналіпіс, і через своє видне місце розташування він був добре помітний для кораблів, що проходили недалеко від набережної стародавньої Коркіри.

## Відкриття
Після того, як працівники, що будували дорогу на пагорб Аналіпсі, віднайшли доричну колону німецький археолог Вільгельм Дорпфельд відвідав цю територію в 1914 році і на короткий період розпочав розкопки від імені Німецького археологічного інституту. Набагато пізніше грецькі археологи Джоргос Донтас та Петрос Каллігас, які працювали у Грецькій археологічній службі, розпочали широкомасштабні розкопки в липні 1962 р., які закінчилися в 1967 р. Археологи опублікували 7 звітів, що перелічують результати своїх відкриттів.
Грецькі археологи відновили розкопки Дорпфельда та розширили їх по прилеглих районах. Вони визначили, що залишки храму були розграбовані під час візантійської або венеційської епохи і що на вершині пагорба Аналіпсис, де колись розташований храм, не залишилося руїн. Крім того, стратиграфія району була повністю порушена. Однак були знайдені сліди периметричної стіни, що оточувала периболи стародавнього храму, які на певних ділянках мали значну висоту. Дорога, побудована в сучасний період зруйнувала західний та південний фланги храму.

## Результати розкопок
Розкопки грецьких археологів були виконані на більшій частині площі храму, а архітектурні фрагменти, які вони виявили, зберігаються в Археологічному музеї Керкіри. Розкопки знайшли свідчення того, що святилище існувало на початку VII століття до н.е. причому основна споруда була побудована до кінця цього століття разом із допоміжними спорудами та периболом. Велика пожежа знищила храм у V столітті до н.е. але святилище було відбудовано та розширено, а новий храм був побудований у IV столітті до н.е. Новий храм був повністю зруйнований у венеційський та візантійський періоди через розкрадання його каміння, яке було вилучено та використано як будівельний матеріал.

## Архітектура
Дах храму прикрашали великі теракотові фігури, такі як леви, горгонейони та дівиці Дайдала, створені та пофарбовані у яскраві кольори ремісниками, натхненими традиціями міфів Середземномор’ю, зробивши його одним із найскладніших прикрашених храмів стародавньої Греції та найбільш амбітний проект будівництва даху свого часу.